# Antonio Bareggi
Antonio Bareggi (Vignate, 8 gennaio 1901 – Varese, 21 marzo 1950) è stato un politico italiano.

## Biografia
Studia Medicina all'Università degli Studi di Pavia, convittore all'Almo Collegio Borromeo, con L. Zoia e E. Greppi, laureandosi maxima cum laude nel 1925, e si specializza poi in Tisiologia a Parigi.
Rientrato in Italia, viene nominato nel dicembre 1927 direttore del Consorzio provinciale antitubercolare di Varese.
Eletto nel dopoguerra consigliere comunale di Varese, viene quindi candidato dalla DC alle elezioni del 1948 al Senato nella circoscrizione di Varese; nonostante la città fosse retta da una giunta di sinistra e la circoscrizione fosse considerata non sicura per i candidati democristiani, venne eletto. È membro della 10ª commissione permanente, che si occupa di lavoro, di emigrazione e di previdenza sociale. 
Muore il 21 marzo 1950 all'età di 49 anni per un attacco cardiaco, da deputato in carica, venendo sostituito a Montecitorio da Edoardo Origlia.
Alla sua memoria la città di Varese ha intitolato 2 colonie (a Lavagna e Cesenatico), una scuola elementare nel popolare quartiere di San Fermo (ora chiusa), e una via.